# Chaetanthera planiseta
Chaetanthera planiseta là một loài thực vật có hoa trong họ Cúc. Loài này được Cabrera mô tả khoa học đầu tiên năm 1937.